# Voorontwerp voor het pijlerbeeld van Sint-Jozef met Christuskind op de wereldbol

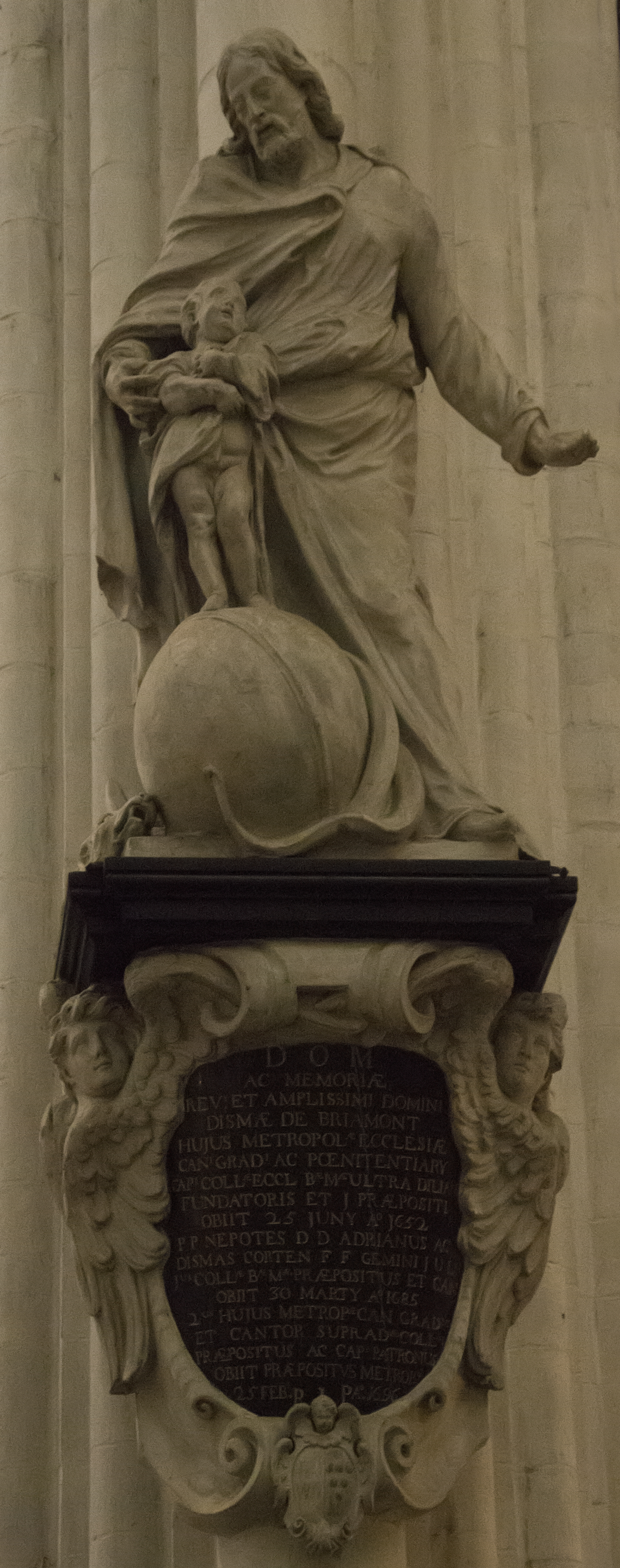
Sint-Jozef met Christuskind op de wereldbol in de Sint-Romboutskathedraal

Het Voorontwerp voor het pijlerbeeld van Sint-Jozef met Christuskind op de wereldbol is een plastiek uit terracotta, gemaakt door de Vlaamse beeldhouwer Lucas Faydherbe. Dit beeld werd vervaardigd tussen 1617 en 1697 en bevindt zich in het Koninklijk Museum voor Schone Kunsten Antwerpen. Het beeldje was een niet weerhouden model voor het epitaaf voor de gebroeders Adrianus (1629-1685) en Dismas Corten (1629-1696), en hun oom Dismas de Briamont (1574-1652). Het toont Sint-Jozef en Jezus die op een wereldbol staat. Het kunstwerk was bedoeld voor de aanzet van de zuidzijde van het priesterkoor van de Sint-Romboutskathedraal te Mechelen.

## Iconografie
Het gerealiseerd zandstenen beeld in de Sint-Romboutskathedraal is ook vervaardigd door Lucas Faydherbe. Het hier besproken ontwerp toont meer betrokkenheid tussen Jozef en Christus, met Jozefs hoofd, bijna sussend gebogen naar het Kind. Jozefs haar is korter en zijn rechterarm ligt natuurlijker (minder maniëristisch) rond Jezus. Terwijl het uitgevoerde werk Jozef toont met een ingewikkelde drapering, door de speld op zijn borst waarmee de mantel wordt vastgehouden, is het bakaarden ontwerp veel eenvoudiger. De Christusfiguur in beide ontwerpen zijn bijna identiek; enkel het kruis is in de terracotta kleiner uitgevoerd. De kop van de slang is bij het stenen beeld aan de rechterkant te zien in plaats van vooraan tussen beide figuren. De aanpassingen hebben te maken met de plaats waar het beeld terecht kwam: metershoog tegen een bundelpijler van de kathedraal. Dat vroeg om benadrukking van verschillende elementen.

## Achtergrond
Adrianus en Dismas Corten waren beide kanunnik en proost van het kapittel van Onze-Lieve-Vrouw-over-de-Dijlekerk te Mechelen. Dismas Corten was eveneens cantor, kanunnik en proost van de Sint-Rombouts. Hoogstwaarschijnlijk zorgden zij voor de realisatie van de marmeren afsluiting van de Sint-Dismaskapel in de Onze-Lieve-Vrouw-over-de-Dijle waar hun oom Dismas de Briamont werd begraven. Volgens de kerkrekeningen stond Lucas Faydherbe in voor de uitvoering van de afsluiting.

## Geschiedenis
Het werk kwam terecht in de privéverzameling van Charles Van Herck (inventarisnummer: CVH 12D)). In 1997 werd het werk verworven door het Erfgoedfonds van de Koning Boudewijnstichting. Samen met andere werken uit de collectie Van Herck is het beeld sedert 2000 in bruikleen toevertrouwd aan het KMSKA (inventarisnummer: IB00.045) waar het tentoongesteld wordt.